# 政治革命 (托洛茨基主义)
在托洛茨基主义理论中， 政治革命是指政治領域的革命。通常是與社會革命等相對使用。
1830年到1848年的法國大革命等，常常被稱為政治革命。 另外，根據託洛茨基主義理論，在動盪中進行政府顛覆或政治體制變更，但經濟所有權關係大多是指完好無損的革命。

## 概要
政治革命是將舊的所有權關係與顛覆的社會革命形成對比的術語。列夫·託洛茨基在著作《被背叛的革命》中，廣泛構建了這個理論。

## 起源
託洛茨基主義運動在墮落的工人國家中反對資本主義者的反革命，提倡政治革命。 這次政治革命將驅逐官僚特權的非民主政府，建立以勞動者的民主主義為基礎的政府，同時維持國有化的資產關係。
雖然託洛茨基斯特運動沒有意識到所有被扭曲的工人國家都會發生政治革命，但是在1956年的匈牙利動亂和1968年的布拉格之春中被鎮壓的蘇聯 被視為潛在的強大可能性。 另外，1989年被中國共產黨鎮壓的六四天安門事件等也被視為政治革命的可能性。